# Terranigma
Terranigma (天地創造?, Tenchi Sōzō, lett. La creazione del cielo e della terra) è un videogioco di ruolo sviluppato da Quintet e pubblicato nel 1995 da Enix per Super Nintendo Entertainment System. Il gioco è considerato il terzo titolo di una trilogia composta da Soul Blazer e Illusion of Gaia.
Ha come storia la resurrezione del mondo (come lo conosciamo), e il suo progresso dai tempi preistorici al vicino futuro.  Le musiche di Terranigma furono composte da Miyoko Kobayashi e Masanori Hikichi.
A causa delle potenzialmente irriverenti analogie con certe diffuse dottrine religiose, questo gioco non venne commercializzato negli Stati Uniti, ma fu popolare in Europa ed Australia (pubblicato da Nintendo). La versione italiana del gioco è la versione britannica con incluso anche un manuale in italiano e fu pubblicata dalla GiG.

## Antefatti
La Terra di Terranigma è una sfera cava, rispettivamente divisa in due mondi paralleli: il mondo esterno come lo conosciamo, e il mondo interno dove la gravità è rovesciata. Fin dall'inizio della sua formazione, due volontà, rispettivamente Dio (nel mondo esterno) e Diavolo (nel mondo interno), alternarono crescita e declino, luce e tenebra. La battaglia ebbe come esito la neutralizzazione del pianeta esterno, che per miliardi di anni è rimasto sigillato e inaccessibile dal lato interno.

## Trama
Il protagonista Ark è un ragazzo pasticcione che vive a Crysta, villaggio situato nel mondo rovesciato. Dopo aver aperto una porta che l'anziano del villaggio aveva tassativamente proibito di farlo, nei sotterranei trova lo Scrigno di Pandora. Ark lo apre ma qualcosa va storto: inavvertitamente gli abitanti vengono congelati. Ark, su ordine dell'anziano parte per le torri esterne al villaggio, dove aprirà dei portali e libererà progressivamente tutti i continenti terrestri dalla "prigionia" della maledizione, e nello stesso tempo gli abitanti di Crysta ritornano in vita. Elle, fidanzata di Ark e tessitrice del villaggio lo aiuterà dandogli armature speciali da lei cucite.

Una volta riportati all'esistenza tutti i continenti terrestri, nel mondo interno si apre un varco per accedere al mondo esterno e Ark si getta partendo per la missione di resurrezione del pianeta. Sconfiggendo svariati boss uno dopo l'altro, Ark farà risorgere progressivamente le piante, gli uccelli, i mammiferi, e alla fine la razza umana.
Dalla rinascita della razza umana Ark sarà aiutato telepaticamente dal Dalai Lama Lord Kumari, saggio e potente capo di Lhasa, un villaggio nel Tibet, nel suo viaggio verso la resurrezione della Terra, e conoscerà Meilin, una ragazza capace di provocare miraggi. Raggiungendo l'Europa si imbatte nella Principessa Elle di Stoccolma, adottata da Re Enrico di Parigi, nonché totalmente identica alla sua fidanzata Elle di Crysta: capisce quindi che in entrambi i mondi interno ed esterno ci sono le stesse identiche persone con gli stessi nomi, ma con personalità opposte. Elle di Stoccolma è inoltre affetta da una maledizione che l'ha resa muta dopo aver perso i suoi genitori a Stoccolma, e il Re la promette in sposa a chiunque riesca a guarirla; fingendosi un pretendente riesce a eludere le guardie del castello e rubare un campanello che lo guiderà attraverso le infestate foreste di Norfest, fino a Stoccolma, apparentemente uguale alla sua città natale, Crysta. Là trova un ritratto di Elle con i suoi genitori e con questo, grazie ai miraggi di Meilin la Principessa Elle riesce a vedere i fantasmi dei suoi genitori e scopre che il Re li ha volutamente assassinati, insieme a tutti gli abitanti del villaggio, perché opposti a consegnargli un misterioso tesoro.

Dopo la misteriosa uccisione del Re, Ark aiuterà Cristoforo Colombo, a salpare verso il nuovo continente.
Tra un'avventura e l'altra, Ark sarà aiutato da Lady Fyda, guardia del corpo della Principessa Elle e Perel, talentuoso dello skateboard. Si rincontrerà con Meilin che si dichiarerà a lui, finché non scopre che gli sta ancora a cuore Elle di Crysta, allora lo lascia. Dopo aver salvato l'aviatore Will da un mostro marino, viene a sapere che sta costruendo un aeroplano, e che un certo Wong, proprietario del Castello del Drago vicino a Pechino, si è accaparrato di quasi tutta la materia prima per motivi sconosciuti. Ark si intrufola quindi nel Castello del Drago per trovare Wong, ma viene ingannato dai poteri allucinanti di Meilin che lo intrappola nelle segrete per vendetta, ma anche lei scopre di essere stata ingannata dallo stesso Wong. Liberatosi, Ark riesce a trarre in salvo la principessa Elle grazie all'aiuto di Perel, Meilin, Lady Fyda e Royd, mercenario ex pretendente della principessa, inizialmente alleato di Wong; mentre gli altri scappano si scopre che la mente di tutto è un certo Dottor Beruga, nel frattempo il castello inizia a collassare ma tutti ne riescono sani e salvi.

Allo stesso tempo il prezzo del metallo è calato e Will riesce finalmente a completare il suo aeroplano: Ark lo userà per volare in Siberia e raggiungere Beruga, che è venerato come un Dio. Lo scienziato spiega la sua intenzione di padroneggiare l'intero mondo con la tecnologia robot, tramutando gli esseri umani in zombie e eliminando allo stesso tempo chi non è necessario con il virus "Asmodeus" (che ha già iniziato a spargersi). Ark contrariato viene stordito.
Ark si risveglia a Lhasa: Lord Kumari spiega che l'unico modo di fermare Beruga è risvegliare lo spirito del cosiddetto "Ragazzo d'Oro", nella cosiddetta "Tomba alla Fine dei Tempi", situata in una zona inverosimilmente arida in Antartide. Qui Ark incastona cinque Pietre Stellari in cinque enormi teschi e appare il suo stesso spirito: Ark scopre di essere sempre sopravvissuto in ogni battaglia perché è proprio lui l'eroe leggendario, e il suo lavoro è già finito. Ark si accascia privo di sensi.
Si risveglierà nella sua casa a Stoccolma in stato di bebè, accudito da Elle di Stoccolma che lo ha ritrovato nel deserto.
 Sopraggiunge dal mondo interno Elle di Crysta, che porta Ark nei sotterranei dov'è situato lo Scrigno di Pandora, e sotto ordine del Diavolo Dark Gaya, dovrà ucciderlo. Le due Elle si incontrano nei sotterranei per contendersi la sorte di Ark, ma improvvisamente egli riprende le sue sembianze adulte grazie ai poteri telepatici di Kumari, le piante e gli animali che ha salvato; nonostante la pressione di Dark Gaya, Elle di Crysta non vuole ucciderlo e si sacrifica per salvargli la vita. Elle di Stoccolma gli rivela che il tesoro per il quale tutti gli abitanti di Stoccolma sono stati uccisi può essere usato solo dall'eroe, quale Ark: egli apre lo scrigno e recupera l'armatura e il bastone dell'eroe; ha quindi a sua ultima possibilità di distruggere Beruga, in combutta con Dark Gaya, prima di sterminare l'umanità.
Dopo aver tolto di mezzo anche Beruga (è stato ucciso dalla sua stessa invenzione), si riaprirà il portale che riporta al mondo rovesciato: l'anziano di Crysta si rivela essere Dark Gaya, ovvero il Diavolo in persona, che ha pianificato la resurrezione del mondo per mano di un unico eroe, Ark, al solo scopo di impadronirsene e diffonderne tutto il male. Dopo la sconfitta di Dark Gaya, con essa collassa lentamente il mondo rovesciato e Ark, che ha finalmente compiuto il gesto di far risorgere il mondo esterno, si addormenta eternamente nel suo letto, sognando di essere un uccello che sorvola la Terra rinata.
Nella scena finale qualcuno bussa alla porta di casa di Elle: si presume che Ark sia ritornato.

## Modalità di gioco

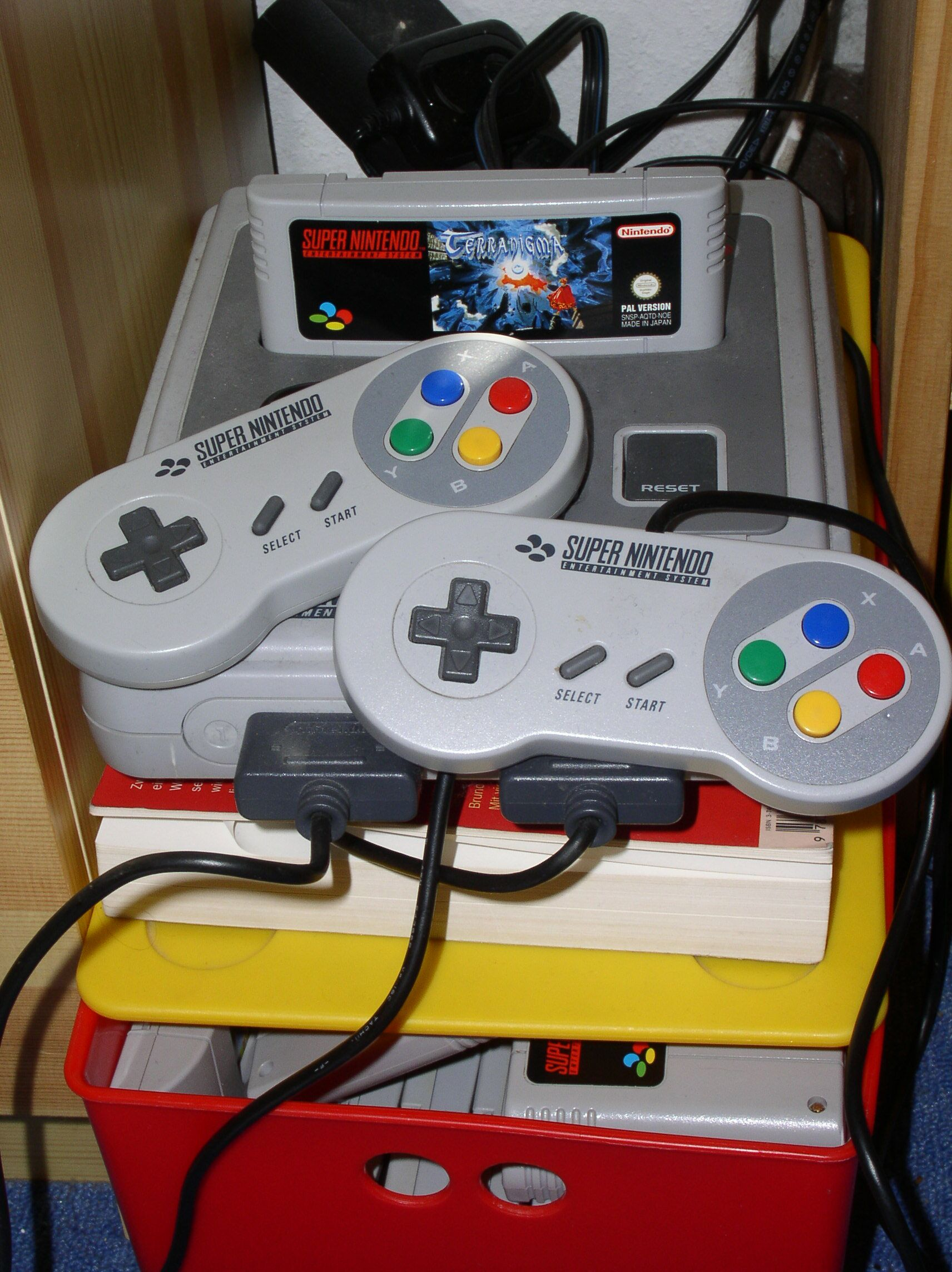
La cartuccia del gioco

Il protagonista, Ark, è l'unico personaggio controllato dal giocatore in tutto il videogioco. Ark può correre, saltare, strisciare, arrampicarsi (dopo avere trovato uno specifico oggetto), sollevare e spingere oggetti e camminare in equilibrio su una fune. Come arma, il protagonista usa diverse lance, che talvolta hanno poteri particolari (stessa cosa vale per i vestiti). Gli attacchi sono i seguenti:
- Standard: un normale affondo con la lancia
- Slicer: efficace contro nemici veloci, si effettua mentre si corre
- Slider: un attacco in scivolato per piccoli nemici
- Rushing: affondo multiplo con la lancia, efficace contro nemici forti
- Spinner: un attacco a mezz'aria per nemici in volo o in posti elevati
- X-Guard: una barriera che difende dagli attacchi provenienti dalla direzione in cui è messa la barriera.

Quando Ark sconfigge i nemici, aumentano i suoi punti esperienza e talvolta i nemici sconfitti lasciano cadere una moneta, un lingotto o tre lingotti. I soldi possono anche essere contenuti nelle ceste sparse in tutto il mondo. Nel menu, gestito e spiegato da Yomi, si possono vedere le mappe, le armi, i vestiti e gli oggetti che Ark può equipaggiare o usare sul momento. Oggetti particolari sono degli anelli che causano attacchi ai nemici usando la natura (fuoco, ghiaccio, terremoto, etc.), e degli spilli (pin in inglese) regalati al protagonista da alcuni personaggi (alcune con poteri curativi, altri di attacco e altri di fuga). Inoltre ci sono oggetti che aumentano le statistiche (punti ferita, difesa, attacco e fortuna), e gli oggetti che si possono scambiare con i vari personaggi.
La magia, a differenza di molti altri giochi di ruolo, non usa il sistema del punti magia, ma usa degli oggetti particolare, gli anelli che usano le forze della natura per attaccare i nemici. Una volta usato l'anello, esso scomparirà, ma potrà essere riottenuto in appositi negozi (Magic Shop), portando al proprietario le Magirocce (Magirocks), pietre azzurre che riescono a contenere la magia e che sono sparse in tutto il mondo. Se per esempio, si trova una Magirock e la si porta nell'apposito negozio, essa sarà trasformata in anello che, una volta usato, ritornerà ad essere la Magirock iniziale, pronta per essere ritrasformata in anello. Nuovi tipi di anello si ottengono spesso dopo la sconfitta di un boss.

## Personaggi
- Ark: È un giovane ragazzo orfano originario di Crysta. Passa le sue giornate a combinare pasticci e a disturbare i suoi concittadini. L'unica persona che lo comprende e gli sta accanto è Elle, che lui ama. Ma presto arriveranno per lui responsabilità ben al di là della sua immaginazione.
- Elle: È una giovane filatrice del villaggio di Crysta. Ha una folta chioma viola ed è innamorata di Ark. Grazie al suo amore e alla protezione dei vestiti che dona ad Ark, il protagonista potrà continuare la sua avventura.
- L'Anziano (the Elder): È l'anziano del villaggio. Ha cresciuto Ark come se fosse suo figlio, e lo fa vivere con lui insieme alla sua famiglia. L'anziano ha dato l'ordine tassativo di non aprire la porta azzurra in casa sua, e quando Ark l'apre e trova il Vaso di Pandora (congelando tutti gli abitanti del villaggio), l'anziano gli indica la strada verso le cinque torri fuori dal villaggio. Quando Ark avrà riportato in vita gli abitanti di Crysta e risorto i continenti sulla superficie terrestre, l'anziano gli mostrerà un portale verso la superficie, chiedendo ad Ark di riportare la vita sui continenti ancora aridi. Si scopre in realtà essere l'alter-ego malefico di Gaya.
- Yomi: È una strana creatura contenuta nel Vaso di Pandora. Ha la forma di una palla volante con due alette. Farà da compagno di viaggio ad Ark con qualche consiglio e con la gestione degli oggetti, delle armi e dei vestiti.
- L'albero di Ra (Ra Tree): È il gigantesco albero di Evergreen, il paradiso delle piante in Sud America. Un parassita si è impossessato dell'albero, che chiama disperatamente Ark e ne implora l'aiuto. Una volta sconfitto il parassita, Ra Tree donerà ad Ark il GrassPin, uno spillo che evoca il potere delle piante e cura qualsiasi malattia, avvelenamento e maledizione.
- Kingbird: È il re degli uccelli. Vive nel Sanctuarium, il paradiso degli uccelli. È un grosso volatile dal piumaggio rosso che passa le giornate seduto a lisciarsi le penne. Per ricompensare Ark dopo che questo ha salvato gli uccelli, gli dona il WindPin, uno spillo che evoca il potere degli uccelli e attacca i nemici.
- Neo: È il capobranco dei leoni che vivono nel Safarium, un pezzo di terra nella savana dove gli animali usavano pascolare e vivere, ma la mancanza di acqua li ha allontanati. Quando Ark fa tornare gli animali nel Safarium, incontra tre giovani leoni che vogliono mangiarlo, ma Neo lo salva e lo ringrazia per averli salvati. Neo ha una moglie e un figlio, Leim. Dopo aver recuperato Leim, Neo dona ad Ark uno dei suoi artigli che userà come arma.
- Leim: È un giovane cucciolo di leone, figlio di Neo. Come ogni leone, deve affrontare la prova di coraggio attraversando il Canyon, un posto pieno di mostri pronti ad ucciderlo. Con l'aiuto di Ark, supererà brillantemente la prova ed entrerà in possesso di una delle cinque Pietre Stellari. Da adulto si ripresenta ad Ark, inizialmente non lo riconosce ma poi si lascia avvicinare e gli riconsegna la Pietra Stellare che ha custodito.
- Lord Kumari: È il capovillaggio di Lhasa, una cittadina sperduta nelle montagne del Tibet. Kumari trova Ark privo di sensi dopo aver sconfitto il boss di Eklemata (Everest) e lo porta nel suo villaggio, dove l'ero riposa per tre anni. Dona ad Ark il BonePin, uno spillo che ha il potere di riportare Ark fuori da una zona. La figura di Lord Kumari è molto simile a quella del Dalai Lama.
- Mehiou: È un vecchio saggio abitante di Lhasa. Viaggia spesso e ha doti di preveggenza. Ha una nipote, Meilin.
- Meilin: È una giovane ragazza originaria di Louran con il potere di creare miraggi e visioni. Rimasta orfana dopo la distruzione di Louran, continua a vagare tra le rovine ricreando il miraggio della sua città come era prima della guerra e nascondendosi a suo nonno Mehiou. Ha un cane di nome Turbo.
- Turbo: È il cane di Meilin. Aiuterà Ark a ritrovare la padroncina.
  - Anche nei due predecessori di Terranigma, Soul Blazer e Illusion of Gaia, ci sono due cani di nome Turbo. Nel primo, Turbo è il cane del Dr. Leo e fondatore di Greenwood, la foresta degli animali; nel secondo, è il cane che abbaia alla zattera di Will e Kara avvisando così il suo padrone che aiuterà i due naufraghi.
- Re di Loire (Parigi): Sovrano di suddetto regno, ha preso in adozione la principessa Elle. In un'incursione nel castello Ark ruberà la sua campana che lo guiderà nelle foreste svedesi infestate, fino a raggiungere Stoccolma, la parallela di Crysta.
- Lady Fyda: È la guardia del corpo della Principessa Elle. Ha lunghi capelli arancioni, un grande coraggio e molta lealtà verso la sua principessa. Incontra Ark nella locanda di Bounty nel villaggio di Loire, in Francia. In una scena si scopre che su ordine del Re, Fyda ha ucciso a malincuore i genitori della principessa Elle, e per proteggerla si è pure sacrificata indebolendosi. Ark scopre la verità quando riesce a curarla con un infuso di ginseng, in un letto ospedaliero di Pechino.
- Principessa Elle: è la giovane principessa di Stoccolma che abita nel castello di Loire, ed è incapace di parlare per un trauma dalla perdita dei suoi genitori. Il re la promette in moglie a chiunque riesca a curarla.
- Royd: un avventuriero in cerca di fortuna. È uno dei pretendenti della principessa.
- Perel: giovane di colore dal grande cuore, è un asso con lo skateboard. Vive a Freedom (New York) e gestisce un orfanotrofio.
- Beruga: uno scienziato che vive in Russia e che ha molti discepoli nella città di Mosque (Mosca). Il suo laboratorio è sul Mar Caspio.